# تپه کیکاور
تپه کیکاور مربوط به دوران‌های تاریخی پس از اسلام است و در شهرستان رباط کریم، کیلومتر ۲۴ بزرگراه تهران به ساوه در روستای تاریخی کیکاور واقع شده و این اثر در تاریخ ۲۰ آذر ۱۳۷۹ با شمارهٔ ثبت ۲۹۳۲ به‌عنوان یکی از آثار ملی ایران به ثبت رسیده است.